# 憨玉琨
憨玉琨（1888年—1925年），字润卿，河南省嵩县人，中华民国军事人物。

## 生平
憨玉琨出生于一个贫民家庭。清朝光绪末年，他杀死了豪绅郭八仙之后投奔杨山，同孙琯（行大）、马超运（行二）、张屏（行三）、孙炳（行四）、陶福荣（行五）、王天纵（行六）、张治公（行七）、柴云升（行八）、关金钟（行九）等结为杨山十兄弟，他排第十。
1911年10月，河南响应武昌起义，憨玉琨随王天纵攻洛阳未克，遂往潼关，加入张钫领导的秦陇豫复汉军东征军，随该军在潼关到新安一带和清军作战。南北议和后，镇嵩军成立，憨玉琨任该军第二标标统。他回到豫西剿匪，亲自将为患乡里的二哥憨玉琳毙于嵩县旧县的街头。
民国6年（1917年）冬，陕西督军兼省长陈树藩遭到陕西靖国军围攻，遂邀请镇嵩军到陕西支援。镇嵩军统领刘镇华命憨玉琨任先锋，率兵援助陈树藩，解了西安之围。此后，刘镇华任陕西省省长，憨玉琨升任镇嵩军第三师师长。后来直系的吴佩孚将憨玉琨的第三师编为中央陆军第35师，企图拉拢憨玉琨，但憨玉琨并未为其所动。
民国13年（1924年）第二次直奉战争期间，冯玉祥发动北京政变，吴佩孚在山海关兵败，逃回洛阳，令驻潼关的憨玉琨向东进取郑州，防止冯玉祥的国民二军南入河南。憨玉琨未执行吴佩孚的命令，而是率兵直逼洛阳，迫使吴佩孚离开了洛阳。
占领洛阳后，憨玉琨所部扩编为6个混成旅，共4万余人。憨玉琨企图得到河南督军的位子，但国民二军军长胡景翼遵照临时政府的决议率所部入河南并任河南督办。民国14年（1925年）2月下旬，胡憨战争爆发，刘镇华率陕西的镇嵩军进入河南援助憨玉琨，双方投入的兵力共计20多万。国民二军利用铁路向西迅速推进，遭到憨玉琨反击，但是由于李振亚旅阵前倒戈以及张治公师袖手旁观，憨玉琨部遭到惨败。3月8日，国民二军占领洛阳。刘镇华率镇嵩军主力退到陕西灵宝县一带，憨玉琨率残部60多人向南逃往嵩县。逃到大章镇后，憨玉琨众叛亲离，其亲信旅长杨景荣也避而不见憨玉琨。憨玉琨遂吞食鸦片自杀身亡。